# جوسه‌لی
جوسه‌لی (قزاقی: Жосалы، جوسالى)  یک شهرک در قزاقستان است که در استان قزل‌اوردا
واقع شده‌است.